# アレクサンドル・プリューシュキン
アレクサンドル・プリューシュキン（ロシア語: Алекса́ндр Ива́нович Плю́шкин；Alexandr Pliuschin、1987年1月13日 - ）は、モルドバ共和国、キシナウ出身の自転車競技（ロードレース）選手。

## 来歴
2004年
- ジュニア世界選手権自転車競技大会 スクラッチ3位

2005年
- 欧州選手権 ジュニア部門・個人追抜 優勝

2006年
- GP・オベル・フリクタル 優勝

2007年
- 世界選手権・B大会
  - 個人追抜 優勝
  - 個人ロードレース 2位
- ロンド・ファン・フラーンデレン U23部門 優勝
- ディジョン〜オクソヌ〜ディジョン 優勝

2008年、AG2R・ラ・モンディアルと契約を結んでプロ転向。
- モルドバ選手権 個人ロードレース 優勝
- 北京オリンピック・個人ロード 76位

2009年
- エーグル3日間レース（トラックレース） 優勝（+ フランコ・マルヴリ）

2010年、チーム・カチューシャに移籍。
- モルドバ選手権 個人ロードレース 優勝
- ツール・ド・フランス初出場、総合108位
- デュオ・ノルマンド 優勝（+ アルテム・オヴェチュキン）

2011年
- モルドバ選手権 個人ロードレース 優勝

2012年、レオパルド・トレック・コンチネンタルに移籍。